# Coccothraustes coccothraustes

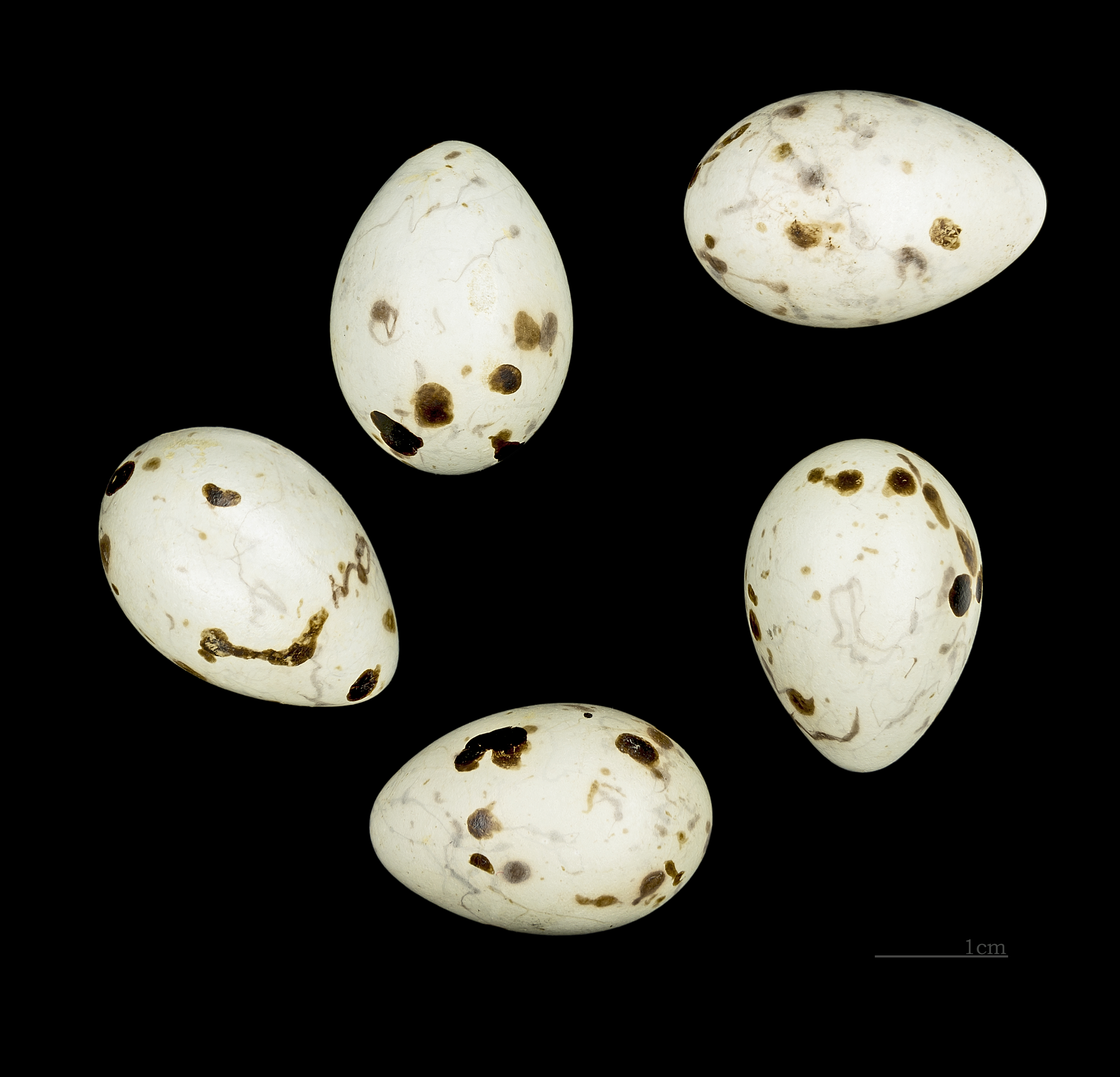
Coccothraustes coccothraustes

Coccothraustes coccothraustes là một loài chim trong họ Fringillidae.

## Hình ảnh

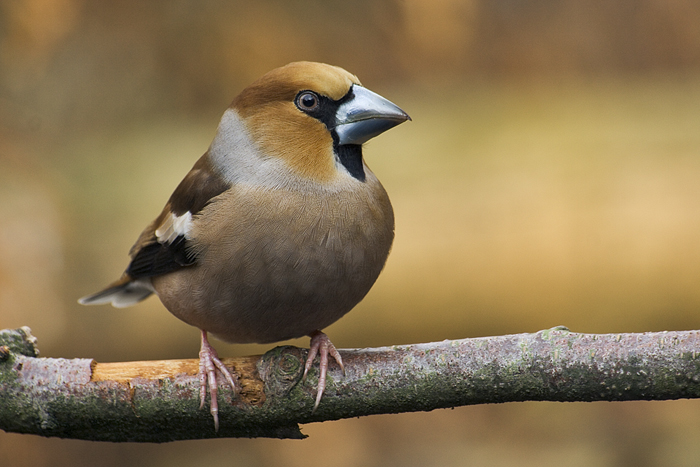
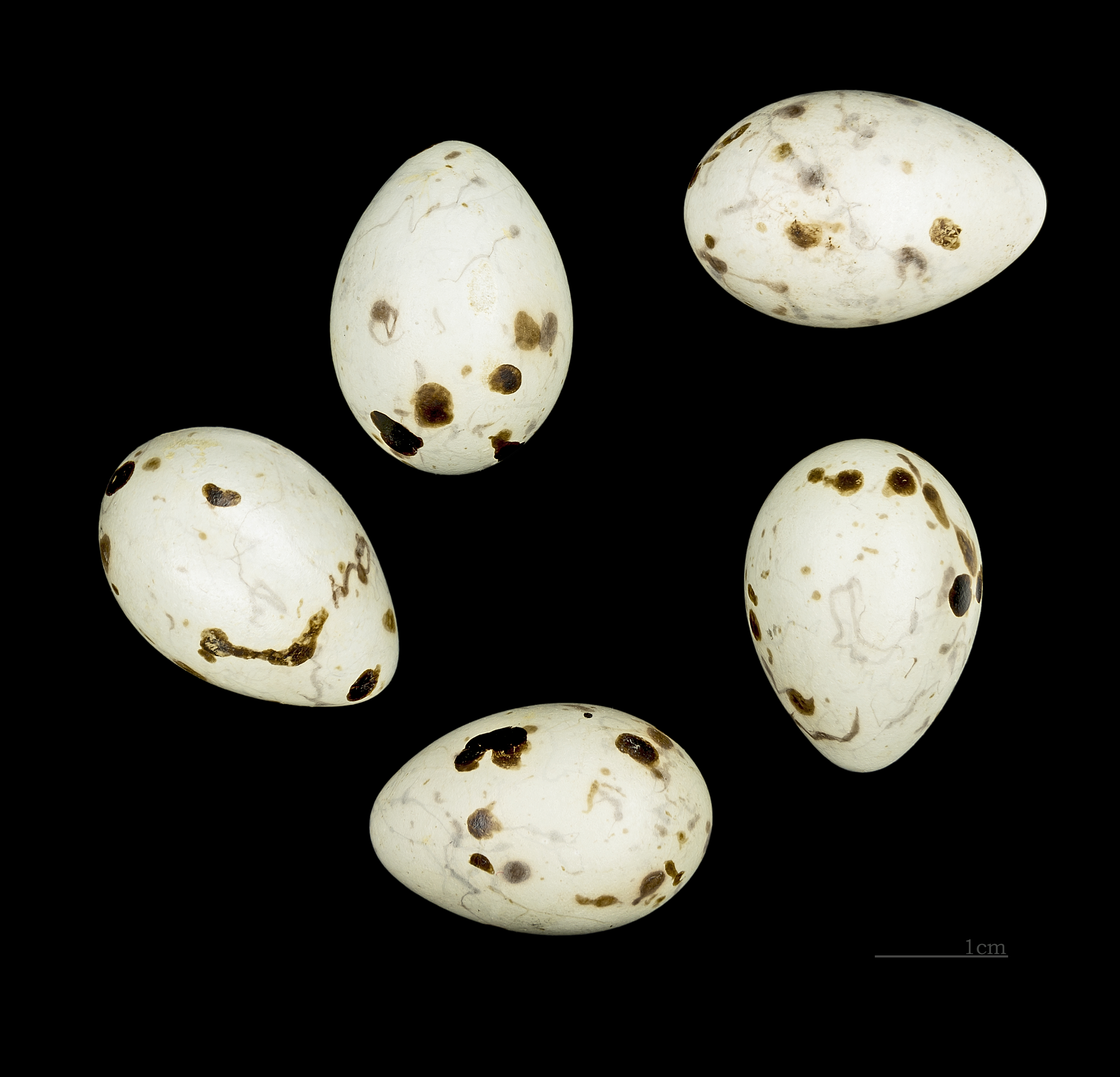